# 정 무공
정 무공(鄭 武公, ? ~ 기원전 744년)은 중국 춘추 시대 정나라의 제2대 백작(재위: 기원전 771년 ~ 기원전 744년)이다. 환공의 아들이다. 이름은, 《사기》에 따르면, 굴돌(掘突)인데, 사마정이 《사기색은》에서 밝힌 초주의 견해에서는 활돌(滑突)이다. 그러나 사마정은 《사기색은》에서 이 두 설을 모두 부인하고, 무공의 이름은 실전되었으며, 굴돌은 자일 것이라고 주장했다. 이는 무공의 이름을 마땅히 피휘해야 할 무공의 손자들인 소공과 여공의 이름이 각각 홀, 돌이기 때문이다.

## 생애
기원전 771년에 환공이 죽자 그 뒤를 이어 습작했고 동주의 경사(卿士)로 벼슬했다. 즉위 당시가 견융의 침입으로 인한 서주 멸망과 주 왕실의 동천 무렵으로, 아버지도 견융의 침입 때 유왕과 함께 죽었고 자신 역시 주 왕실의 동천 과정의 주요 인물이었다. 《청화간》 〈정무부인규유자〉에서 나오는 무공의 부인 무강의 말에서 무공이 즉위 후 위나라에 3년간 머물러서 신하들에게 정사를 맡겨 멀리서 나라를 통치했다고 하는데, 이는 이 주 왕실의 동천과 관련된 것으로 추측된다.
기원전 761년에 신나라 공녀 무강과 결혼했다.
기원전 744년에 죽었다. 처음에 부인 무강은 잠을 자다가 난산한 맏아들인 세자 오생을 싫어했고, 둘째 아들인 단을 사랑하여 무공에게 자주 단을 후사로 삼기를 청했으나, 무공은 끝내 허락하지 않고, 세자 오생으로 하여금 자신의 뒤를 잇게 했다. 세자 오생이 뒤를 이어 습작하니, 이가 장공이다.

### 일화
무공은 호(胡)나라를 멸망시키려고 하여, 자신의 딸을 호나라에 시집보냈고, 호나라를 치자고 하는 대부 관기사(關其思)를 죽여 호나라를 안심시킨 뒤에, 호나라를 급습해 멸망시켰다.